# Erwin Neher
Erwin Neher (Landsberg am Lech, 20 de marzo de 1944) estudió Física en la Universidad Técnica de Múnich.  De origen judío, en Estados Unidos se especializó en Fisiología. Trabajó como investigador en las universidades de Wisconsin y Yale. En 1983 fue nombrado director del departamento de membranas del Instituto Max Plank de Gotinga.
El Dr. Erwin Neher investiga los principios biofísicos y moleculares del flujo de información entre neuronas, clave para el Parkinson y el Alzheimer.
En los años 70 Neher y Sakmann desarrollaron técnicas, llamadas Patch-clamp, que permiten medir el flujo de iones a través de los canales de membrana celulares.
Recibió el Premio Nobel de Fisiología o Medicina el 7 de octubre de 1991 junto con Bert Sakmann.
En 2012 recibió el título de doctor honoris causa por la Universidad de Valparaíso, Chile.

## Premios y Honores
- Premio Nobel de Fisiología o Medicina (1991, junto con Bert Sakmann)
- Miembro de la Royal Society (1994)[3]
- Premio Ralph W. Gerard de Neurociencia (1991)
- Premio Gottfried Wilhelm Leibniz (1987)[4]
- Premio Louisa Gross Horwitz (1986)[5]